# جانيل موناي
وإسمها الكامل جانيل موناي روبنسون (بالإنجليزية: Janelle Monáe) وهي مغنية آر أند بي وسول وكاتبة أغاني وعارضة أزياء أمريكية، ولدت في يوم 1 ديسمبر 1985 في مدينة كنساس في ولاية كنساس في الولايات المتحدة غنت مع فرقة فون أغنية We are young وألتي احتلت المرتبة الأولى في الولايات المتحدة.

## روابط خارجية
- جانيل موناي على موقع IMDb (الإنجليزية)
- جانيل موناي على موقع روتن توميتوز (الإنجليزية)
- جانيل موناي على موقع ألو سيني (الفرنسية)
- جانيل موناي على موقع ميوزك برينز (الإنجليزية)
- جانيل موناي على موقع رولينغ ستون (الإنجليزية)
- جانيل موناي على موقع أول ميوزيك (الإنجليزية)
- جانيل موناي على موقع ديسكوغز (الإنجليزية)
- جانيل موناي على موقع ديسكوغز (الإنجليزية)
- جانيل موناي على موقع قاعدة بيانات الفيلم (الإنجليزية)